# 莫里茨·特龙佩茨
莫里茨·特龙佩茨（德語：Moritz Trompertz，1995年9月21日—），德国男子曲棍球运动员。他曾代表德国国家队参加2016年夏季奥林匹克运动会曲棍球比赛，获得一枚铜牌。